# Cacicus uropygialis
El cacique subtropical (Cacicus uropygialis), también denominado arrendajo colirrojo y cacique rabirrojo, es una especie de ave paseriforme de la familia Icteridae, que se encuentra en las tierras bajas desde Honduras hasta el norte y occidente de Colombia y Venezuela y occidente de Ecuador y Perú.

## Taxonomía
Actualmente no se reconocen subespecies diferenciadas. Dos antiguas subespecies de cacique subtropical (C. u. microrhynchus y C. u. pacificus) se consideran ahora una especie separada, Cacicus microrhynchus. Incluso se ha propuesto también como especie diferente Cacicus pacificus.

## Descripción

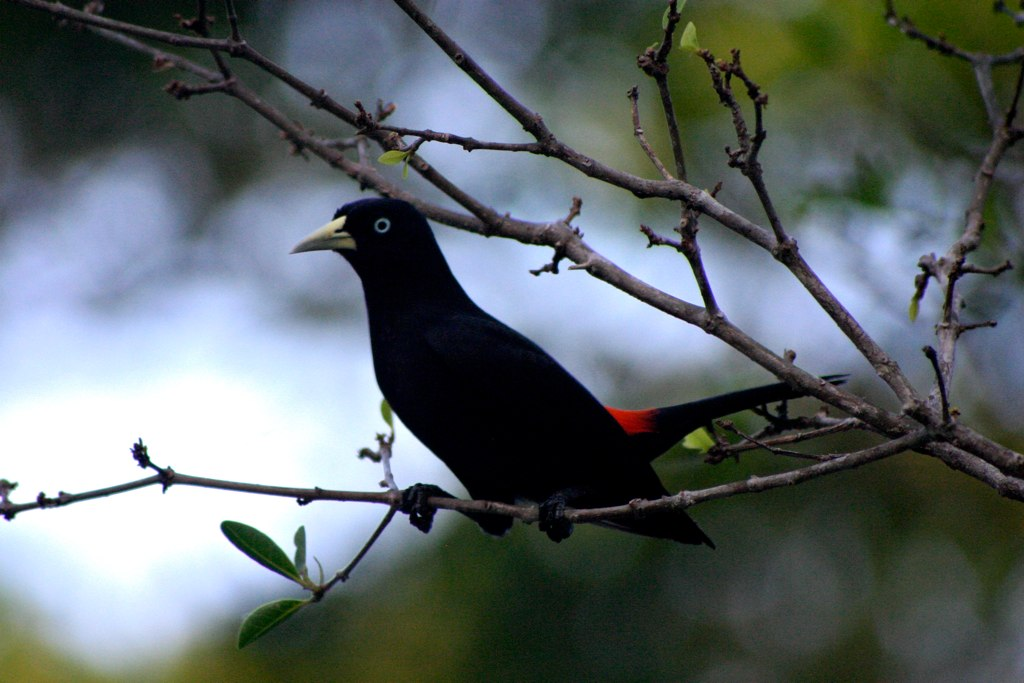
Ejemplar fotografiado en Panamá

Presenta dimorfismo sexual, aunque principalmente en cuanto al tamaño. El macho mide entre 28 y 30 cm de longitud y pesa de 68 a 70 g, mientras que la hembra mide 24 cm y pesa 53 a 54 g. Es un ave delgada de alas largas, con cola relativamente corta, ojos azules, y pico puntiagudo de color amarillo claro o marfil. Todo el plumaje es negro, excepto un parche de color escarlata vivo en la espalda baja y rabadilla superior.

## Ecología y distribución
Las subespecies C. u. microrhynchus y C. u. pacificus habitan principalmente en los bosques húmedos, entre los 900 a 1900 m de altitud. La subespecie C. u. uropygialis ha sido encontrada hasta os 2450 m y habita a lo largo de las laderas orientales de los Andes a una altitud de 1.000 a 2.300 m, en el bosque submontano o el bosque nuboso, a través de Venezuela, Colombia, Ecuador y Perú, con una población aislada en la Serranía del Perijá. Su hábitat tiene un dosel más bajo que el de las otras subespeciess, dominado por árboles de  15 a 20 m de altura, por ejemplo los robles y por epifitas, hemiepífitas, como Coussapoa, y en el sotobosque denso por lo general con helechos arborescentes, como Ericaceae.

## Comportamiento
Viaja en grupos de 2 a 10 individuos que se asocian a bandadas de especies mixtas que buscan alimento a través del dosel. Se alimenta principalmente de insectos grandes, arácnidos y pequeños vertebrados, pero también consume bayas, semillas ariladas y néctar.
Construye su nido con materiales fibrosos, de manera que resulta una bolsa piriforme de 39 a 64 cm de longitud, con fondo acolchado, colgado de la rama externa de un árbol, a una altura entre 3,5 y 30 m. La hembra pone 2 huevos alargados y blancos con algunas manchas y rayas de color castaño claro o negruzco. Los polluelos pueden ser alimentados por otros miembros de la banda que no son sus padres. El macho ayuda a alimentar los polluelos, pero no incuba los huevos.

## Conservación
A pesar de ser relativamente raro, debido al amplio rango de su distribución, se considera que no está en peligro y hay "preocupación menor" por su conservación.

## Cantos y llamados
Su canto es una whiii o un agradable ui-ui-ui-whit y en la subespecie del Pacífico con un descenso melancólico whiou-whiou-whiou-whiou. Las llamadas aves difieren entre las subespecies: los centroamericanos llaman con un pliou; los del Pacífico con un kiou o shri